# Церква Покрови Пресвятої Богородиці (Білий Потік)
Церква Покрови Пресвятої Богородиці в Білому Потоці — парафія і храм православної громади Чортківського деканату Тернопільсько-Теребовлянської єпархії Православної церкви України в селі Білому Потоці Чортківського району Тернопільської области.

## Історія
До початку XIX століття в Білому Потоці існувала стара дерев'яна церква, датована 1723 роком. У 1805 році збудували новий храм. Його вітражі із зображеннями святих Володимира, Ольги, Андрія, Миколая та Йосафата не збереглися до наших днів.
У 1913 році храм перекрили, а в 1920-х роках за пожертви Петра Шустина добудували захристя. З 1961 по 1989 рік церква була закрита для вірян.
У 1990 році храм відреставрували за кошти парафіян і встановили дерев'яний хрест на честь 1000-ліття Хрещення Руси-України. У 1995 році двоє парафіян збудували капличку в центрі села.
Згодом були проведені такі роботи:
- 2002 — відремонтували захристя.
- 2004–2005 — реставрували іконостас та всю церкву.
- 2009 — добудували дзвіницю завдяки пожертвам парафіян та Василя Градового.

15 грудня 2018 року парафія і храм приєдналися до ПЦУ.

## Парохи
- о. Когутяк
- о. Михайло Романовський
- о. Степан Гавук (1946—1953)
- о. Валігура (?—1961)
- о. В. Чижевський (1989—?)
- о. Мирослав Ткачук (від 1994 донині)